# Équipe de Suisse de football en 1995
Cet article présente les résultats de l'équipe de Suisse de football lors de l'année 1995.

## Bilan
|           | Nombre de matchs | Victoires | Défaites | Matchs nuls | Buts marqués | Buts encaissés |
| Domicile  | 4                | 1         | 3        | 0           | 5            | 5              |
| Extérieur | 5                | 1         | 1        | 3           | 6            | 6              |
| Neutre    | 0                | 0         | 0        | 0           | 0            | 0              |
| Total     | 9                | 2         | 4        | 3           | 11           | 11             |

## Matchs et résultats
| Match amical                            | Grèce      | 1 - 1   | Suisse       | Stade olympique, Athènes                       |                                                |
| 8 mars 1995 · Historique des rencontres | Vrýzas 49e | (0 - 1) | 9e Fernandez | Spectateurs : 1 153 Arbitrage : Zoran Petrović | Spectateurs : 1 153 Arbitrage : Zoran Petrović |
| 8 mars 1995 · Historique des rencontres | Rapport    |         |              | Spectateurs : 1 153 Arbitrage : Zoran Petrović | Spectateurs : 1 153 Arbitrage : Zoran Petrović |

| Éliminatoires de l'Euro 1996             | Hongrie                 | 2 - 2   | Suisse         | Ferenc-Puskás, Budapest                        |                                                |
| 29 mars 1995 · Historique des rencontres | Kiprich 50e · Illés 72e | (0 - 0) | 74e 84e Subiat | Spectateurs : 15 000 Arbitrage : Alfred Wieser | Spectateurs : 15 000 Arbitrage : Alfred Wieser |
| 29 mars 1995 · Historique des rencontres | Rapport                 |         |                | Spectateurs : 15 000 Arbitrage : Alfred Wieser | Spectateurs : 15 000 Arbitrage : Alfred Wieser |

| Éliminatoires de l'Euro 1996              | Suisse       | 1 - 2   | Turquie                      | Wankdorf, Berne                                          |                                                          |
| 26 avril 1995 · Historique des rencontres | Hottiger 38e | (1 - 1) | 11e Sükür · 56e Temizkanoğlu | Spectateurs : 24 000 Arbitrage : Frans van den Wijngaert | Spectateurs : 24 000 Arbitrage : Frans van den Wijngaert |
| 26 avril 1995 · Historique des rencontres | Rapport      |         |                              | Spectateurs : 24 000 Arbitrage : Frans van den Wijngaert | Spectateurs : 24 000 Arbitrage : Frans van den Wijngaert |

| Tournoi amical pour les 100 ans de l'ASF         | Suisse  | 0 - 1   | Italie        | La Pontaise, Lausanne                        |                                              |
| 19 juin 1995 · 20h30 · Historique des rencontres |         | (0 - 0) | 55e Casiraghi | Spectateurs : 13 000 Arbitrage : Markus Merk | Spectateurs : 13 000 Arbitrage : Markus Merk |
| 19 juin 1995 · 20h30 · Historique des rencontres | Rapport |         |               | Spectateurs : 13 000 Arbitrage : Markus Merk | Spectateurs : 13 000 Arbitrage : Markus Merk |

| Tournoi amical pour les 100 ans de l'ASF | Suisse   | 1 - 2   | Allemagne                | Wankdorf, Berne                               |                                               |
| 23 juin 1995 · Historique des rencontres | Knup 75e | (0 - 0) | 64e Hässler · 84e Möller | Spectateurs : 17 000 Arbitrage : Gerd Grabher | Spectateurs : 17 000 Arbitrage : Gerd Grabher |
| 23 juin 1995 · Historique des rencontres | Rapport  |         |                          | Spectateurs : 17 000 Arbitrage : Gerd Grabher | Spectateurs : 17 000 Arbitrage : Gerd Grabher |

| Éliminatoires de l'Euro 1996             | Islande | 0 - 2   | Suisse                   | Laugardalsvöllur, Reykjavik                     |                                                 |
| 16 août 1995 · Historique des rencontres |         | (0 - 2) | 4e Knup · 18e Türkyılmaz | Spectateurs : 12 000 Arbitrage : Ryszard Wójcik | Spectateurs : 12 000 Arbitrage : Ryszard Wójcik |
| 16 août 1995 · Historique des rencontres | Rapport |         |                          | Spectateurs : 12 000 Arbitrage : Ryszard Wójcik | Spectateurs : 12 000 Arbitrage : Ryszard Wójcik |

| Éliminatoires de l'Euro 1996                 | Suède   | 0 - 0 | Suisse | Ullevi, Göteborg                                 |                                                  |
| 6 septembre 1995 · Historique des rencontres |         |       |        | Spectateurs : 40 505 Arbitrage : Piero Ceccarini | Spectateurs : 40 505 Arbitrage : Piero Ceccarini |
| 6 septembre 1995 · Historique des rencontres | Rapport |       |        | Spectateurs : 40 505 Arbitrage : Piero Ceccarini | Spectateurs : 40 505 Arbitrage : Piero Ceccarini |

| Éliminatoires de l'Euro 1996                | Suisse                                  | 3 - 0   | Hongrie | Hardturm, Zurich                               |                                                |
| 11 octobre 1995 · Historique des rencontres | Türkyılmaz 23e · Sforza 56e · Ohrel 89e | (1 - 0) |         | Spectateurs : 20 000 Arbitrage : Charles Agius | Spectateurs : 20 000 Arbitrage : Charles Agius |
| 11 octobre 1995 · Historique des rencontres | Rapport                                 |         |         | Spectateurs : 20 000 Arbitrage : Charles Agius | Spectateurs : 20 000 Arbitrage : Charles Agius |

| Match amical                                 | Angleterre                              | 3 - 1   | Suisse   | Wembley, Londres                             |                                              |
| 15 novembre 1995 · Historique des rencontres | Pearce 44e · Sheringham 57e · Stone 79e | (1 - 1) | 40e Knup | Spectateurs : 30 000 Arbitrage : Sándor Puhl | Spectateurs : 30 000 Arbitrage : Sándor Puhl |
| 15 novembre 1995 · Historique des rencontres | Rapport                                 |         |          | Spectateurs : 30 000 Arbitrage : Sándor Puhl | Spectateurs : 30 000 Arbitrage : Sándor Puhl |